# スティーブン・ストラスバーグ
スティーブン・ジェームズ・ストラスバーグ（Stephen James Strasburg, 1988年7月20日 - ）は、アメリカ合衆国カリフォルニア州サンディエゴ出身の元プロ野球選手（投手）。右投右打。愛称はスターズ。代理人はスコット・ボラス。

## 経歴

### プロ入り前
1988年、カリフォルニア州サンディエゴで生まれる。ウェスト・ヒルズ高等学校時代には精神面での不安定さと110kg以上の体重過多により十分な結果を出せず、2006年のMLBドラフトでは指名されなかった。
唯一スティーブンに奨学金を提示したサンディエゴ州立大学に進学後、コンディショニング・コーチのデビッド・オートンに「Slothburg（Sloth＝怠け者）」と命名されるなど尻を叩かれ、徹底したランニングにより減量に成功。体重の減少に伴い、直球の球速は上がっていった。入学時に91mph（約146km/h）だった最高球速は、100mph（約161km/h）にまで到達した。大学1年目はリリーフだったが、2年目から先発投手に転向し、8勝3敗、防御率1.57、97.1イニングを投げて133奪三振という成績を残す。同年にはベースボール・アメリカ誌が選ぶオール・アメリカンに選出された。
2008年にはユタ大学戦で1試合23奪三振を記録。8月に開催された北京オリンピックでは、アマチュア選手としてただ一人野球アメリカ合衆国代表に選出された。同大会では、予選リーグのオランダ戦と準決勝のキューバ戦に登板し、1勝1敗、防御率1.67の成績でアメリカ合衆国代表の銅メダル獲得に貢献した。北京五輪に先立ってチェコで行われた第4回世界大学野球選手権大会のアメリカ合衆国代表にも選出されている。同大会では準決勝で完封勝利を収め、アメリカ合衆国代表の3連覇に貢献した。
アマチュアNo.1投手として地位を築いた2009年シーズンでは前年より更にレベルアップした投球を披露し、13勝1敗、防御率1.32、109回を投げて195奪三振という圧倒的な成績を残した。5月8日の空軍士官学校戦では17奪三振を奪い、ノーヒットノーランを達成した。
同年のMLBドラフトが近付くにつれ、米メディアは「45年の歴史を持つMLBドラフト史上で『最高の選手』」と報じるようになり、前年度勝率最下位のワシントン・ナショナルズによる全体1位指名は確実視されていたが、代理人のスコット・ボラスが、2006年オフにポスティングシステムでボストン・レッドソックスに入団した松坂大輔の事案を引き合いにドラフト史上最高額の総額5000万ドルを要求していることが報じられ、財政力に乏しいナショナルズとの契約成立は不安視された。

### プロ入りとナショナルズ時代
2009年のMLBドラフトでナショナルズからドラフト1巡目（全体1位）で指名を受けた。当時のナショナルズGM補佐だったマイク・リゾは契約成立に自信を見せたが、ボラスは交渉が不調に終われば1年間の野球浪人も辞さないという強気な姿勢を示し、その場合は独立リーグ、あるいは日本球界でプレーさせる可能性を示唆した。7月14日、大学最優秀選手に贈られるゴールデンスパイク賞を受賞した。ドラフト指名選手の交渉期限直前の8月17日深夜、ナショナルズとドラフト史上最高となる4年総額1510万ドルで契約に合意した。

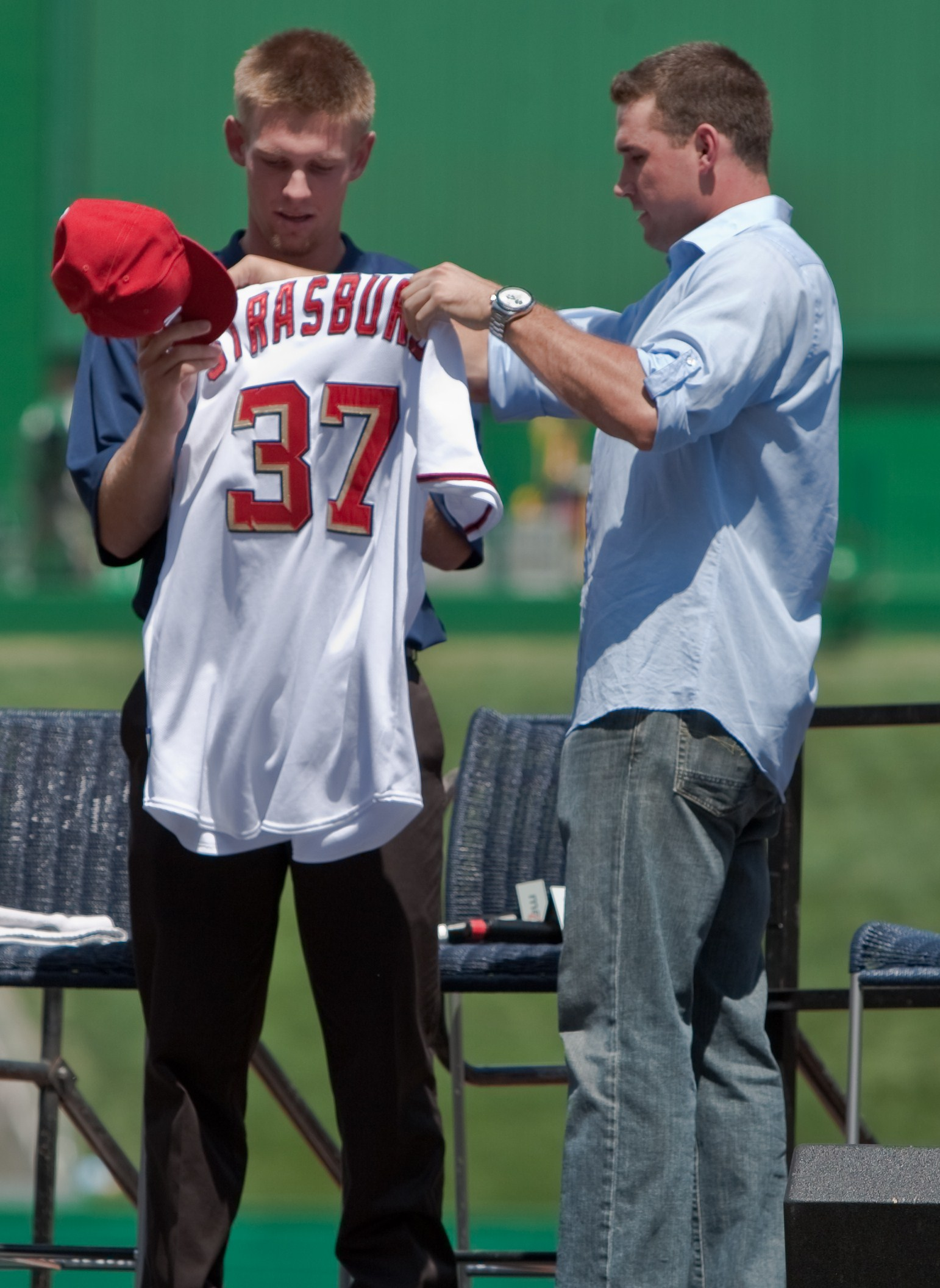
入団会見でのストラスバーグ、右はライアン・ジマーマン三塁手

2009年8月21日、ナショナルズの本拠地ナショナルズ・パークで、ファンを前にした異例の入団会見が行われた。会見にはライアン・ジマーマン三塁手が同席した。
2010年6月8日にメジャーデビューとなるピッツバーグ・パイレーツ戦において7回を投げ被安打4無四死球2失点、7者連続を含む14奪三振で初勝利。投じた94球のうち、34球が98mph（約158km/h）を超えていた。試合後、捕手を務めたイバン・ロドリゲスは「今まで多くのピッチャーの球を受けてきたが別格。この坊やは信じられない」と語った。メジャーデビュー戦の14奪三振は、1954年のカール・スプーナー及び1971年のJ・R・リチャードの15奪三振に次ぐ記録となった。さらに6月23日のカンザスシティ・ロイヤルズ戦で先発デビューから4試合通算の奪三振数を41とし、1955年にクリーブランド・インディアンスのハーブ・スコアが記録したメジャー記録を更新した。しかし、8月21日のフィラデルフィア・フィリーズ戦で右肘を痛め、途中降板。同月27日にトミー・ジョン手術を受けた。
2011年は大半を前年の手術のリハビリにあて、9月6日のロサンゼルス・ドジャース戦で復帰した。
2012年は満を持して開幕から先発ローテーションに入った。4月には、ナ・リーグ月間最優秀投手に輝いた。6月8日のレッドソックス戦では13個の三振を奪い、メジャー通算29試合の先発登板で、208奪三振を記録。1900年以降の近代野球、史上6人目となる『30試合未満で200奪三振』を達成。前半戦の活躍が評価され自身初めてオールスターに選出された。この年のオールスターゲームには、チームからジオ・ゴンザレス、イアン・デズモンド、ブライス・ハーパーが選出されている。後半戦は、8月21日のアトランタ・ブレーブス戦までに15勝を挙げ、ナショナルリーグ東地区を独走するチームに貢献する。しかし2010年の手術が将来への影響することを心配する球団側は開幕前から160回までというイニング制限を設けていた。これにより159.1/3回に達した9月7日のマイアミ・マーリンズ戦をもって2012年シーズンは終わった。この球団の対応について「かなり衝撃的だった。正直なところあまり満足していない。次の試合も投げたかったが、球団には世界的な医師達がいるし、彼らの中のひとりであるルイス・ヨーカム医師は自分のキャリアを復活させてくれたので彼に耳を傾け、信じることにした」と語った。この年は、打率.277・1本塁打・7打点・出塁率.333という打撃成績で、シルバースラッガー賞投手部門を受賞した。
2013年は30試合の登板で8勝9敗だった。
2014年は制球が不安定な時期があったが、リーグトップタイの34先発登板し、2年ぶりの2ケタ勝利となる14勝（11敗）を挙げた。また、ジョニー・クエトと同数の242奪三振を記録し、自身初の個人タイトルであるナ・リーグ奪三振王を獲得した。また、サイ・ヤング賞の投票では9位タイにランクインした。
2015年は出だしから不安定な投球が続き、5月30日に首の張りで15日間の故障者リスト入りした。この時点での成績は3勝5敗・防御率6.55という内容であった。この離脱もあって23試合の登板に留まり、3年ぶりに規定投球回到達を逃したが、戦列復帰後は8勝2敗と復調し、防御率も3.46まで向上させて、メジャーデビューから3.50未満を継続。合計で11勝を挙げて2年連続2ケタ勝利を挙げたほか、奪三振率11.0（デビュー以来9.0以上）を記録。結果、防御率こそダウンしたが、被安打率、奪三振率、WHIPなどの投球内容は前年よりも向上した。シーズン終了後には、投球時に違和感を与えていたという背中の良性腫瘍の摘出手術を受けた。
2016年は序盤から安定した投球を続けた。前半戦は登板した全ての試合で5イニング以上を投げ、4失点以下にまとめ上げた。打線の援護にも恵まれ、リーグ2位の12勝を挙げた。開幕からの12連勝は、ナショナルリーグの投手としては104年ぶりで、最終的に13連勝まで記録を伸ばした。オールスターに4年ぶりに選出されたが、6月に故障者リストに入って復帰してから間もないことを理由に辞退した。8月に入ると痛めていた右肘の状態が悪化したが、それを押して登板を続けたことで2度目の故障者リスト入りとなった。戦線離脱する直前の3試合で3連敗を喫し、防御率14.66と失速した。最終的には、24試合の先発登板で自己最多タイの15勝を挙げたが、防御率ではキャリアワーストを更新した。なお、5月9日にナショナルズと7年総額1億7500万ドルの契約延長に合意した。
2017年は2年ぶりに開幕投手を務めるなど28試合に先発。3年ぶりに規定投球回に達し、15勝4敗・防御率2.52・WHIP1.02と前年後半の不調から脱した。
2018年開幕直後は好投と炎上を繰り返していたが、5月になると安定するようになった。しかし6月9日に右肩の炎症で10日間の故障者リストに入った。7月20日のアトランタ・ブレーブス戦で復帰したが、7月25日に首の異常により再び故障者リスト入りした。8月22日に戦列に復帰して以降は負けなしで、5年連続の2桁勝利に乗せた。最終成績は10勝7敗・防御率3.74だった。
2019年4月21のマイアミ・マーリンズ戦で通算投球回が1,252 1/3回に達し、ジオ・ゴンザレスが保持していたナショナルズの記録を更新した。5月2日のセントルイス・カージナルス戦では、史上最速（通算1,272.1回）で通算1500奪三振を達成した。7月は5勝0敗、防御率1.14でピッチャー・オブ・ザ・マンスに選出された。シーズン通じて離脱することなく登板を重ね、209回（リーグ1位）を18勝（同1位）6敗、防御率3.32、251奪三振（同2位）で、最多勝のタイトルを獲得した。ナショナルズは初のワールドシリーズへ駒を進め、第2戦で6回7安打2失点の好投で勝利投手になると、王手をかけられていた第6戦でも8回1/3を5安打2失点と粘投を見せ、先発2試合で2勝0敗、防御率2.51、14回1/3を投げて14奪三振の活躍。チームの世界一に貢献し、ワールドシリーズMVPを受賞した。ポストシーズン全体では5勝無敗だった。オフの11月2日にオプトアウト権を行使してFAとなった。また、同年から新設されたオールMLBチームのファーストチーム先発投手に選出された。12月9日にナショナルズと球団史上最高額となる7年総額2億4500万ドルで再契約した。
2020年は登板だった開幕2戦目を神経の問題で回避すると、8月9日に復帰するも2試合でわずか計5イニング投げたのち、手根管症候群の診断を受けて手術することになり、シーズン中の復帰は絶望的となった。
2021年は2試合に先発した後、右肩の腫れで4月18日に故障者リスト入り。復帰後3試合に先発するも首の凝りで6月2日に再び故障者リスト入り。7月27日に胸郭出口症候群の手術が発表され、シーズン終了。5試合（21回2/3イニング）で1勝2敗であった。
2022年は手術のリハビリが続き、6月9日に先発し4.2イニングを投げ、負け投手となる。その後、投球練習中に違和感があり、再び故障者リスト入り。
2023年は2月に投球練習を行ったが、その後首と肩に神経痛を訴えたためスプリングトレーニングに不参加。前年同様リハビリを続けていたが、トレーニング中に痛み、うずき、しびれを発症しリハビリを取りやめた。この影響もあり、4月下旬から「重度の神経障害」により、全ての身体活動を停止する深刻な状態に陥り、復帰を断念。8月24日に現役引退を表明した。
2024年4月6日付で正式に現役引退が発表された。

## 選手としての特徴

### 投球スタイル
スリークォーターから平均球速95.5mph（約153.7km/h）フォーシームを中心に、平均80.6mphの落差のあるカーブ、平均88.4mphのキレの良いチェンジアップ、平均95.1mphのツーシーム、さらに2014年からはスライダーも習得し、2016年時点では変化球で最も多投している。MLBでの最高球速は2010年に記録した100.4mph（約161.6km/h）だが、大学時代は最速103mph（約166km/h）を記録している。速球派の投手だがコントロールも良く、大学時代の最終シーズンでは109回で195奪三振に対し、与四球は19であった。また、2015年シーズンでは127.1回で奪三振率11.0に対し、与四球率は1.8を記録している。
大学時代の監督である元メジャーリーガートニー・グウィンは、「もうメジャーで投げる準備は出来ているし、今すぐ通用するだろう」と語り、「20～30年に1人の逸材」と評している。ドラフト前には、MLBスカウト陣の間で「現時点でA.J.バーネットと同格」とする声も上がっていた。

### 投球フォーム

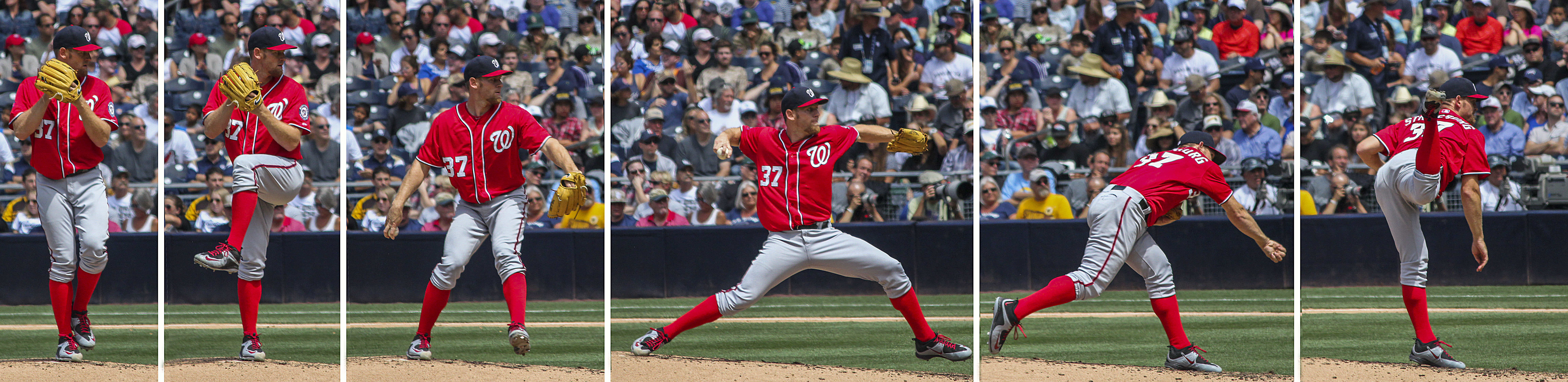
ストラスバーグの投球フォーム（2015年）

ストラスバーグのピッチのメカニズムは、キャリア初期段階からスカウトやコーチに懸念されてきた。腕に多大な負荷をかけ、肘と肩を負傷のリスクにさらすといわれてきた。 肘の靭帯損傷前には、何人かの投球コーチはストラスバーグが危険にさらされていると予測していた。独立系スカウトのPaul Reddickは、ストラスバーグのフォームをグレッグ・マダックスと比較し、彼の動きは非効率的で同期がとれていないと言った。
肘が90度曲がったフォームは最も肘の内側の内側側副靭帯に無理な力がかかると言われており、ストラスバーグは上体が正面を向いたまま、肘を中心に前腕の回転を急に加速していた。急加速が内側側副靭帯に無理な力をかけるうえに、このとき肩関節を素早く内旋しており、肩へのストレスも大きくなっていると思われる。2014年にアナリストに助言されてフォームは改善された。

## 人物
両親は共にサンディエゴ州立大学の出身。
趣味はゴルフ。好きな野球選手は地元サンディエゴ・パドレスのエースだったジェイク・ピービー。
同僚でドラフトの同期であるドリュー・ストーレンは「控え目なヤツ」と表現する。母校の球場の芝を張り替えるために15万ドル近くを寄付する一方で、自分は大学時代からホンダのアコードに乗り続け、後輩に笑われていた。マイナー時代には妻への、メジャーデビュー直前には両親ら家族への取材を断っている。練習熱心で、新婚旅行先のハワイにまでグラブを持参し、代理人が用意した地元の高校生捕手を相手に1日おきに投げ込んだ。

## 詳細情報

### 年度別投手成績
| 年 度     | 球 団     | 登 板 | 先 発 | 完 投 | 完 封 | 無 四 球 | 勝 利 | 敗 戦 | セ 丨 ブ | ホ 丨 ル ド | 勝 率 | 打 者 | 投 球 回 | 被 安 打 | 被 本 塁 打 | 与 四 球 | 敬 遠 | 与 死 球 | 奪 三 振 | 暴 投 | ボ 丨 ク | 失 点 | 自 責 点 | 防 御 率 | W H I P |
| --------- | --------- | ----- | ----- | ----- | ----- | -------- | ----- | ----- | -------- | ----------- | ----- | ----- | -------- | -------- | ----------- | -------- | ----- | -------- | -------- | ----- | -------- | ----- | -------- | -------- | ------- |
| 2010      | WSH       | 12    | 12    | 0     | 0     | 0        | 5     | 3     | 0        | 0           | .625  | 274   | 68.0     | 56       | 5           | 17       | 0     | 0        | 92       | 2     | 0        | 25    | 22       | 2.91     | 1.07    |
| 2011      | WSH       | 5     | 5     | 0     | 0     | 0        | 1     | 1     | 0        | 0           | .500  | 88    | 24.0     | 15       | 0           | 2        | 0     | 0        | 24       | 0     | 0        | 5     | 4        | 1.50     | 0.71    |
| 2012      | WSH       | 28    | 28    | 0     | 0     | 0        | 15    | 6     | 0        | 0           | .714  | 653   | 159.1    | 136      | 15          | 48       | 1     | 4        | 197      | 5     | 0        | 62    | 56       | 3.16     | 1.15    |
| 2013      | WSH       | 30    | 30    | 1     | 1     | 0        | 8     | 9     | 0        | 0           | .471  | 731   | 183.0    | 136      | 16          | 56       | 1     | 12       | 191      | 7     | 3        | 71    | 61       | 3.00     | 1.05    |
| 2014      | WSH       | 34    | 34    | 0     | 0     | 0        | 14    | 11    | 0        | 0           | .560  | 868   | 215.0    | 198      | 23          | 43       | 4     | 5        | 242      | 7     | 0        | 86    | 75       | 3.14     | 1.12    |
| 2015      | WSH       | 23    | 23    | 0     | 0     | 0        | 11    | 7     | 0        | 0           | .611  | 523   | 127.1    | 115      | 14          | 26       | 0     | 3        | 155      | 4     | 0        | 56    | 49       | 3.46     | 1.11    |
| 2016      | WSH       | 24    | 24    | 0     | 0     | 0        | 15    | 4     | 0        | 0           | .789  | 598   | 147.2    | 119      | 15          | 44       | 1     | 2        | 183      | 2     | 0        | 59    | 59       | 3.60     | 1.10    |
| 2017      | WSH       | 28    | 28    | 1     | 1     | 0        | 15    | 4     | 0        | 0           | .789  | 701   | 175.1    | 131      | 13          | 47       | 5     | 7        | 204      | 3     | 0        | 55    | 49       | 2.52     | 1.02    |
| 2018      | WSH       | 22    | 22    | 0     | 0     | 0        | 10    | 7     | 0        | 0           | .588  | 544   | 130.0    | 118      | 18          | 38       | 2     | 8        | 156      | 5     | 1        | 59    | 54       | 3.74     | 1.20    |
| 2019      | WSH       | 33    | 33    | 0     | 0     | 0        | 18    | 6     | 0        | 0           | .750  | 841   | 209.0    | 161      | 24          | 56       | 4     | 10       | 251      | 8     | 0        | 79    | 77       | 3.32     | 1.04    |
| 2020      | WSH       | 2     | 2     | 0     | 0     | 0        | 0     | 1     | 0        | 0           | .000  | 23    | 5.0      | 8        | 1           | 1        | 0     | 0        | 2        | 0     | 0        | 6     | 6        | 10.80    | 1.80    |
| 2021      | WSH       | 5     | 5     | 0     | 0     | 0        | 1     | 2     | 0        | 0           | .333  | 95    | 21.2     | 16       | 4           | 14       | 2     | 1        | 21       | 0     | 0        | 12    | 11       | 4.57     | 1.38    |
| 2022      | WSH       | 1     | 1     | 0     | 0     | 0        | 0     | 1     | 0        | 0           | .000  | 23    | 4.2      | 8        | 1           | 2        | 0     | 1        | 5        | 1     | 0        | 7     | 7        | 13.50    | 2.14    |
| MLB：13年 | MLB：13年 | 247   | 247   | 2     | 2     | 0        | 113   | 62    | 0        | 0           | .646  | 5962  | 1470.0   | 1217     | 149         | 394      | 20    | 53       | 1723     | 44    | 4        | 582   | 530      | 3.24     | 1.10    |

- 各年度の太字はリーグ最高

### 年度別守備成績
| 年 度 | 球 団 | 投手（P） | 投手（P） | 投手（P） | 投手（P） | 投手（P） | 投手（P） |
| 年 度 | 球 団 | 試 合     | 刺 殺     | 補 殺     | 失 策     | 併 殺     | 守 備 率  |
| ----- | ----- | --------- | --------- | --------- | --------- | --------- | --------- |
| 2010  | WSH   | 12        | 4         | 3         | 1         | 0         | .875      |
| 2011  | WSH   | 5         | 0         | 3         | 0         | 0         | 1.000     |
| 2012  | WSH   | 28        | 15        | 13        | 0         | 0         | 1.000     |
| 2013  | WSH   | 30        | 9         | 19        | 0         | 0         | 1.000     |
| 2014  | WSH   | 34        | 13        | 25        | 4         | 2         | .905      |
| 2015  | WSH   | 23        | 3         | 9         | 2         | 0         | .857      |
| 2016  | WSH   | 24        | 8         | 9         | 1         | 1         | .944      |
| 2017  | WSH   | 28        | 13        | 10        | 1         | 0         | .958      |
| 2018  | WSH   | 22        | 10        | 13        | 0         | 0         | 1.000     |
| 2019  | WSH   | 33        | 21        | 24        | 2         | 2         | .957      |
| 2020  | WSH   | 2         | 0         | 0         | 0         | 0         | .---      |
| 2021  | WSH   | 5         | 1         | 3         | 0         | 0         | 1.000     |
| 2022  | WSH   | 1         | 0         | 0         | 0         | 0         |           |
| MLB   | MLB   | 247       | 97        | 131       | 11        | 5         | .954      |

- 各年度の太字はリーグ最高

### タイトル
- 最多勝利：1回（2019年）
- 最多奪三振：1回（2014年）

### 表彰
- シルバースラッガー賞：1回（2012年）
- ピッチャー・オブ・ザ・マンス：4回（2012年4月、2016年7月、2017年9月、2019年7月）
- プレイヤー・オブ・ザ・ウィーク：2回（2010年6月14日、2015年9月21日）
- ワールドシリーズMVP：1回（2019年）
- ベーブ・ルース賞：1回（2019年）
- オールMLBチーム[45]
  - ファーストチーム先発投手：1回（2019年）

### 記録
- MLBオールスターゲーム選出：3回（2012年、2016年-2017年）

### 背番号
- 37（2010年 - 2022年）

### 代表歴
- 2008年北京オリンピック野球アメリカ合衆国代表
- 2008年世界大学野球選手権大会アメリカ合衆国代表